# Funariella curviseta
Funariella curviseta är en bladmossart som beskrevs av Cécilia Loff Pereira Sérgio Costa Gomes 1988. Funariella curviseta ingår i släktet Funariella och familjen Funariaceae. Inga underarter finns listade i Catalogue of Life.